# شلیک مرگبار
شلیک مرگبار محصول ۱۹۸۹ فیلمی اکشن به کارگردانی جان فرانکن‌هایمر و هنرنمایی دان جانسون است. شخصیت جانسون براساس زندگی واقعی کاراگاه دایره پلیس لس آنجلس بک جری است.
بازیگران فیلم پنلوپه آن میلر، ویلیام فورسیث، تیم رید، باب بالابان و مایکل جیتر است و فیلم در کلگری آلبرتا فیلمبرداری شده‌است.

## داستان فیلم
یک مأمور پلیس در کریسمس کشته می‌شود. جری بک، پلیس جنایی کار دستگیری قاتل را به عهده می‌گیرد، تحقیقاتش منجر به ارتباط او با گروه افراط گرایان برتری نژاد سفید می‌شود. علاوه بر نژادپرستی، بک بایستی با یک مأمور به دردنخور اف‌بی‌آی ستیز کند.